# Lista de eventos do ONE
| Evento                        | Data                    | Cidade                   | Local                    | Publico | Transmissão                              |
| ----------------------------- | ----------------------- | ------------------------ | ------------------------ | ------- | ---------------------------------------- |
| ONE FC: Rise to Power         | 31 de maio de 2013      | Pasay City, Filipinas    | SM Mall of Asia Arena    |         |                                          |
| ONE FC: Kings and Champions   | 5 de abril de 2013      | Kallang, Singapura       | Singapore Indoor Stadium | 10,017  | ESPN Star Sports, Mediacorp, Fox Sports  |
| ONE FC: Return of Warriors    | 2 de fevereiro de 2013  | Kuala Lumpur, Malasia    | Putra Indoor Stadium     |         | Astro SuperSport, ESPN Star Sports       |
| ONE FC: Rise of Kings         | 6 de outubro de 2012    | Kallang, Singapura       | Singapore Indoor Stadium | 9,232   | ESPN Star Sports, Mediacorp              |
| ONE FC: Pride of a Nation     | 31 de agosto de 2012    | Quezon City, Filipinas   | Smart Araneta Coliseum   | 16,523  | ESPN Star Sports                         |
| ONE FC: Destiny of Warriors   | 23 de junho de 2012     | Kuala Lumpur, Malasia    | Stadium Negara           |         | Astro SuperSport, ESPN Star Sports       |
| ONE FC: War of the Lions      | 31 de março de 2012     | Kallang, Singapura       | Singapore Indoor Stadium | 7,714   | Mediacorp, ESPN Star Sports              |
| ONE FC: Battle of Heroes      | 11 de fevereiro de 2012 | North Jakarta, Indonésia | The BritAma Arena        | 4,371   | MNC International, ESPN Star Sports      |
| ONE FC: Champion vs. Champion | 3 de setembro de 2011   | Kallang, Singapura       | Singapore Indoor Stadium | 6,789   | sherdog.com, ESPN Star Sports, Mediacorp |